# Přebor Středočeského kraje 2011/2012
Přebor Středočeského kraje (jednu ze skupin 5. fotbalové ligy) hrálo v sezóně 2011/2012 16 klubů. Vítězem se stalo mužstvo Sparta Kutná Hora.

## Systém soutěže
Kluby se střetly v soutěži každý s každým dvoukolovým systémem podzim–jaro, hrály tedy 30 kol.

## Nové týmy v sezoně 2011/12
- Z I. A třídy postoupila mužstva TJ Sokol Dobřichovice (2. místo ve skupině A), TJ Tatran Sedlčany (3. místo ve skupině A), TJ Slavia Louňovice (vítěz skupiny B), SK Polaban Nymburk (2. místo ve skupině B) a Mnichovohradišťský SK (3. místo ve skupině B).

## Výsledná tabulka
| Poř. | Tým                    | Z  | V  | R | P  | VG | OG | B  |
| ---- | ---------------------- | -- | -- | - | -- | -- | -- | -- |
| 1.   | Sparta Kutná Hora      | 30 | 21 | 4 | 5  | 60 | 28 | 67 |
| 2.   | FK Dobrovice           | 30 | 21 | 3 | 6  | 85 | 23 | 66 |
| 3.   | SK Český Brod          | 30 | 18 | 7 | 5  | 56 | 35 | 61 |
| 4.   | SK Úvaly               | 30 | 15 | 3 | 12 | 49 | 46 | 48 |
| 5.   | TJ Sokol Libiš         | 30 | 12 | 8 | 10 | 44 | 39 | 44 |
| 6.   | Sokol Nové Strašecí    | 30 | 13 | 3 | 14 | 44 | 44 | 42 |
| 7.   | Český lev-Union Beroun | 30 | 12 | 6 | 12 | 48 | 48 | 42 |
| 8.   | SK Polaban Nymburk     | 30 | 12 | 5 | 13 | 53 | 61 | 41 |
| 9.   | TJ Slavia Louňovice    | 30 | 11 | 7 | 12 | 44 | 45 | 40 |
| 10.  | TJ Tatran Rakovník     | 30 | 11 | 4 | 15 | 38 | 45 | 37 |
| 11.  | TJ Sokol Dobřichovice  | 30 | 9  | 9 | 12 | 49 | 62 | 36 |
| 12.  | SK Benátky nad Jizerou | 30 | 9  | 8 | 13 | 45 | 54 | 35 |
| 13.  | TJ Tatran Sedlčany     | 30 | 10 | 4 | 16 | 46 | 76 | 34 |
| 14.  | FK Čáslav B            | 30 | 10 | 3 | 17 | 42 | 55 | 33 |
| 15.  | SK Rakovník            | 30 | 7  | 5 | 18 | 42 | 63 | 26 |
| 16.  | Mnichovohradišťský SK  | 30 | 6  | 7 | 17 | 35 | 56 | 25 |

Poznámky:
- Z = Odehrané zápasy; V = Vítězství; R = Remízy; P = Prohry; VG = Vstřelené góly; OG = Obdržené góly; B = Body

|  | Postup do příslušné Divize (A, B nebo C) |
|  | Sestup do příslušné I. A třídy           |